# Aniñón
Aniñón is een plaats en gemeente in de Spaanse in de provincie Zaragoza in de regio Aragón. Aniñón heeft een oppervlakte van 52 km² en heeft 740 inwoners (1 januari 2016).

## Burgemeester
De burgemeester van Aniñón is José Manuel Sebastián Roy.

## Demografische ontwikkeling
| Jaar | Inwoners |
| ---- | -------- |
| 1900 | 1861     |
| 1910 | 1696     |
| 1920 | 1571     |
| 1930 | 1612     |
| 1940 | 1768     |
| 1950 | 1773     |
| 1960 | 1355     |
| 1970 | 1138     |
| 1981 | 1035     |
| 1991 | 907      |
| 2001 | 888      |
| 2008 | 828      |
| 2014 | 757      |